# Galina Shérgova
Galina Mijáilovna Shérgova (en ruso: Галина Михайловна Ше́ргова; Chitá, 31 de agosto de 1923 – 11 de mayo de 2017) fue una escritora y guionista soviética y rusa. En 1978, fue la ganadora del Premio Estatal de la Unión Soviética.

## Biografía
Shérgova nació en el seno de una familia de doctores. Desde 1933 se fue a vivir en Moscú. Durante la Segunda Guerra Mundial estuvo trabajando en el diario del frente del quinto regimiento Panzer y por ello, recibió heridas de guerra. En 1948 se graduó en el Instituto de Literatura Maksim Gorki. Se volcó en la poesía desde 1959. También trabajó con Roman Karmen.
Como guionista, autora y narradora, participó en la creación de más 200 películas y telefilmes soviéticos. Desde 1967 también participó en la televisión, ya sea como guionista o presentadora. También fue director artístico de la serie televisión.

## Familia
Su esposo fue el escritor Aleksandr Yurovski, profesor de la Universidad Estatal de Moscú (1921–2003). Su hija Ksenia Shérgova también fue cineasta de documentales.

## Premios
- Premio Estatal de la Unión Soviética (1978)
- Premio TEFI como leyenda de la televisión rusa[4]
- Medalla de oro Dovzhenko (1975)
- Orden de la Guerra Patria II grado (1985)[5]
- Medalla por el Servicio de Combate
- Orden al Mérito por la Patria IV grado (1995)[6]
- Orden de Honor (2011) por su gran contribución en el desarrollo de la televisión nacional.[7]